# Вакаяма (равнина)
Вакаяма (яп. 和歌山平野 вакаяма-хэйя) — аллювиальная равнина в Японии, расположенная в центральной части острова Хонсю, в префектуре Вакаяма, крупнейшая равнина префектуры. Площадь равнины составляет около 100—190 км².
Равнина Вакаяма расположена в низовьях реки Кинокава, отчего иногда называется равниной Кинокава (яп. 紀ノ川平野 кинокава-хэйя). На севере равнина ограничена хребтом Идзуми (和泉山脈), протянувшимся вдоль Срединной тектонической линии. На юге она доходят до подножья нескольких гор, включая Рюмон.
Равнина является основной сельскохозяйственной областью префектуры.
Около 4000 г. до н. э. равнина находилась под водой.